# Handebol nos Jogos Asiáticos de 2022
O handebol dos Jogos Asiáticos de 2022 foi realizado no Centro Esportivo da Universidade de Zhejiang Gongshang [en] e no Ginásio Xiaoshan da Universidade Normal de Chequião, na cidade de Hangzhou, na China, entre os dias 24 de setembro a 5 de outubro de 2023. Nesse torneio, 13 equipes participaram da competição masculina e nove equipes participaram da competição feminina.

## Cronograma
| P | Rodada preliminar | S | Segunda fase | ½ | Semifinais | F | Finais |

| Evento ↓ / Data → | 24 Dom | 25 Seg | 26 Ter | 27 Qua | 28 Qui | 29 Sex | 30 Sáb | 1 Dom | 2 Seg | 3 Ter | 4 Qua | 5 Qui |
| ----------------- | ------ | ------ | ------ | ------ | ------ | ------ | ------ | ----- | ----- | ----- | ----- | ----- |
| Masculino         | P      | P      |        | P      |        | S      | S      | S     |       | ½     |       | F     |
| Feminino          | P      | P      |        | P      |        | P      | P      |       |       | ½     |       | F     |

O sorteio para a competição foi realizado em 27 de julho de 2023. O sorteio foi conduzido pelo Comitê Organizador dos Jogos Asiáticos de Hangzhou (HAGOC) na presença de um oficial de eventos da Federação Asiática de Handebol.

### Masculino
As equipes foram distribuídas com base em sua classificação final no Campeonato Asiático de Handebol Masculino de 2022 [en].
| Grupo A - China (Anfitrião) - Kuwait (7) - Tailândia | Grupo B - Catar (1) - Coreia do Sul (5) - Hong Kong (11) | Grupo C - Bahrein (2) - Uzbequistão (8) - Cazaquistão | Grupo D - Arábia Saudita (3) - Irão (4) - Mongólia - Japão |

### Feminino
As equipes foram distribuídas com base em sua classificação final no Campeonato Asiático de Handebol Feminino de 2022 [en].
| Grupo A - Coreia do Sul (1) - Cazaquistão (5) - Tailândia (7) - Uzbequistão (8) | Grupo B - China (Anfitrião) - Japão (2) - Índia (6) - Hong Kong (9) - Nepal |

## Medalhistas
| Event     | Ouro | Prata | Bronze |
| --------- | --- | --- | --- |
| Masculino | QAT Catar Ahmad Madadi Rafael Capote Frankis Carol Abdulrazzaq Murad Bilal Lepenica Eldar Memišević Irhad Alihodžić Amir Denguir Abdelrahman Abdalla Allaedine Berrached Wajdi Sinen Yassine Sami Youssef Benali Amine Guehis Moustafa Heiba Ameen Zakkar | BRN Bahrein Ali Abdulla Eid Hasan Al-Samahiji Mohamed Hameed Rabia Hesham Ahmed Qasim Qambar Mohamed Abdulredha Ahmed Jalal Mohamed Merza Mohamed Abdulhusain Hasan Madan Ali Merza Hasan Merza Mahdi Saad Mohamed Habib Mohamed Habib Naser Husain Al-Sayyad | KUW Kuwait Abdullah Al-Khamees Saleh Al-Musawi Abdulaziz Al-Shammari Fahad Slbokh Mohammad Al-Sanea Mohammad Al-Hendal Mishaal Al-Harbi Hasan Safar Abdulaziz Naseeb Fawaz Mubarak Mohammad Qambar Abdulaziz Salmeen Abdulrahman Al-Shammari Haider Dashti Yousef Zayef Mohammad Buyabes |
| Feminino  | JPN Japão Naoko Sahara Miyako Hatsumi Yumi Kitahara Saki Hattori Chikako Kasai Atsuko Baba Kaho Nakayama Ayaka Omatsuzawa Hikaru Matsumoto Naho Saito Natsuki Aizawa Ayame Okada Reina Dan Kana Ozaki Yuki Yoshidome Sora Ishikawa                        | KOR Coreia do Sul Kim Seon-hwa Song Ji-young Shin Eun-joo Kim Min-seo Ryu Eun-hee Jeong Jin-hui Park Sae-young Jo Su-yeon Kang Eun-hye Song Hye-soo Lee Mi-gyeong Kang Kyung-min Kang Eun-seo Yun Ye-jin Gim Bo-eun Park Jo-eun                               | CHN China Lu Chang Zhang Haixia Lin Yanqun Tian Xiuxiu Liu Chan Li Xiaoqing Zhou Mengxue Hu Yunuo Zhang Guisi Yang Yurou Zhuang Hongyan Xin Yan Gong Lei Liu Xuedan Jin Mengqing Liu Yuting                                                                                              |

## Quadro de medalhas
| Pos.               | País                | Ouro | Prata | Bronze | Total |
| ------------------ | ------------------- | ---- | ----- | ------ | ----- |
| 1                  | Catar (QAT)         | 1    | 0     | 0      | 1     |
| 1                  | Japão (JPN)         | 1    | 0     | 0      | 1     |
| 3                  | Bahrein (BRN)       | 0    | 1     | 0      | 1     |
| 3                  | Coreia do Sul (KOR) | 0    | 1     | 0      | 1     |
| 5                  | China (CHN)         | 0    | 0     | 1      | 1     |
| 5                  | Kuwait (KUW)        | 0    | 0     | 1      | 1     |
| Total (6 entradas) | Total (6 entradas)  | 2    | 2     | 2      | 6     |